# جيوفاني دي أندريا
جيوفاني دي أندريا (بالإيطالية: Giovanni De Andrea)‏ هو دبلوماسي وسياسي إيطالي، ولد في 22 أبريل 1928 في إيطاليا، وتوفي في 19 يناير 2012 في نفس البلد. انتخب أسقف وانتخب رئيس الاساقفة.